# Prager Manifest
Das Prager Manifest wurde im Jahre 1934 von der Auslandsleitung der SPD, die sich im Prager Exil SoPaDe nannte, veröffentlicht und rief zum revolutionären Sturz des NS-Regimes auf.

## Veröffentlichung und Verbreitung
Das Manifest erschien am 28. Januar 1934 im Neuen Vorwärts, der in dieser Zeit eine Auflage von ca. 20.000 Stück, in besonderen Fällen bis zu 70.000 Stück hatte. Allerdings dürften wenige Exemplare nach Deutschland gelangt sein. Für Deutschland war die Sozialistische Aktion vorgesehen, in der das Prager Manifest gleichfalls wiedergegeben wurde und die im Dünndruck mit ca. 10.000 Exemplaren erschien. Darüber hinaus wurden 40.000 Tarnbroschüren mit dem Titel Die Kunst des Selbstrasierens gedruckt und über Kuriere in Deutschland eingeschmuggelt.

## Inhaltsverzeichnis des Manifests
1. Die Bedingungen des revolutionären Kampfes
2. Die Ziele der Massenbewegung
3. Die Ausübung der Macht
4. Die Revolution der Wirtschaft
5. Die Revolution der Gesellschaft
6. Abrüstung und Kriegsgefahr
7. Die Einheit des revolutionären Sozialismus

## Schlussaufruf
In deutlicher Anlehnung an Das Kommunistische Manifest endet das Prager Manifest mit den Worten:
Deutsche Arbeiter, ihr habt nur die Ketten Eurer Knechtschaft zu verlieren, aber die Welt der Freiheit und des Sozialismus zu gewinnen. ... Durch Freiheit zum Sozialismus, durch Sozialismus zur Freiheit! Es lebe die deutsche revolutionäre Sozialdemokratie, es lebe die Internationale!

## Reformer und Linksopposition
Auch wenn das Programm mit seinem Aufruf zum revolutionären Umsturz eine Abkehr vom reformistischen, kompromissbereiten sozialdemokratischen Kurs signalisierte, gelang es der SoPaDe nicht, mit diesem Programm das Vertrauen der innerparteilichen Linksopposition wie zum Beispiel der Gruppen Neu Beginnen, Revolutionäre Sozialisten Deutschlands oder dem Roten Stoßtrupp zu gewinnen. 1934 versuchten die drei genannten Gruppen durch die Gründung eines "Geheimen Kartells" die Führung der deutschen Sozialdemokratie im Exil zu übernehmen, den Prager Exilparteivorstand abzulösen und Zugriff auf das teilweise ins Ausland gerettete Parteivermögen zu gewinnen.
Nicht ganz zu Unrecht betrachtete die Linksopposition das Prager Manifest als revolutionäres Lippenbekenntnis, das keinesfalls als, dann einziges, sozialdemokratisches Revolutionsprogramm gelten konnte, für das viele es hielten. Zwar wurde ein revolutionärer Umsturz gefordert, doch anschließend sollte der – verbesserte – bürgerliche Staat wiederhergestellt werden, so dass der Revolutionsbegriff des Manifests in den Augen der Linken wenig mit dem marxistisch geprägten Revolutionsbegriff dieser Zeit gemein hatte. Der zum Teil mit unredlichen Mitteln ausgetragene Führungsstreit innerhalb der deutschen sozialdemokratischen Emigration – der sich auch um die Frage der Einheitsfront, also einer offenen Zusammenarbeit mit Kommunisten, drehte – wurde bis spätestens 1938 zu Gunsten des inoffiziellen Prager Parteivorstandes entschieden.

## Autor des Manifests: Rudolf Hilferding
Verfasst wurde das Manifest von dem zeitweiligen Finanzminister Rudolf Hilferding, der in seinem Hauptbeitrag zur sozialdemokratischen und marxistischen Diskussion dieser Zeit, dem Werk Das Finanzkapital aus dem Jahre 1910, die Basis für die Entwicklung seiner späteren Theorie vom organisierten Kapitalismus gelegt hatte. Diese Theorie vertrat die These der selbstheilenden strukturellen Umbildung des Kapitalismus.
Auf dem Hintergrund dieser zunehmend sowohl theoretisch als auch praktisch reformistischen sozialdemokratischen Entwicklung in der Weimarer Republik wird die Wirkung des Prager Manifestes als einziges sozialdemokratisches Revolutionsprogramm nachvollziehbar.